# سیدنی اوسازووا
سیدنی اوسازووا (انگلیسی: Sydney Osazuwa؛ زادهٔ ۲۱ آوریل ۲۰۰۷) بازیکن فوتبال اهل نیجریه و زاده اسپانیا است که در حال حاضر برای باشگاه فوتبال رئال سوسیداد بی بازی می‌کند.

## دوران باشگاهی
سیدنی اوسازووا در فوئنلابرادا، مادرید به دنیا آمد و به والدینی نیجریایی تعلق دارد. اوسازووا در سال ۲۰۱۷ به آکادمی جوانان اتلتیکو مادرید پیوست و از باشگاه ورزشی نوئوو ورسای لورنکا جدا شد. پس از ترک اتلتی در سال ۲۰۲۰، او به ترتیب برای باشگاه ورزشی موستولس، ختافه و گرانادا بازی کرد و سپس در سال ۲۰۲۳ به تیم جوانان لگانس پیوست.
در ۲۷ ژانویه ۲۰۲۴، قبل از اینکه حتی برای تیم ذخیره لگانس به میدان برود، اوسازووا با ورود به عنوان بازیکن تعویضی در دقیقه‌های پایانی به‌جای آریتز آرمابری در شکست ۱–۰ سگوندا دیویسیون مقابل رئال اویدو، اولین بازی حرفه‌ای خود را انجام داد؛ در سن ۱۶ سال، ۹ ماه و ۶ روز، او به دومین بازیکن جوان تاریخ باشگاه در سطح حرفه‌ای تبدیل شد و تنها از ساموئل اتوئو عقب‌تر ماند.
در ۱۰ ژوئیه ۲۰۲۴، اوسازووا به سوسیداد پیوست و به تیم بی در پریمرا فدراسیون ملحق شد.

## دوران ملی
وی همچنین در تیم‌های ملی فوتبال زیر ۱۷ سال اسپانیا و زیر ۱۸ سال اسپانیا بازی کرده است.